# Centurius
Centurius est un personnage de fiction, super-vilain appartenant à l'univers de Marvel Comics. Créé par le scénariste et artiste Jim Steranko et par l'encreur Frank Giacoia, il est apparu pur la première fois dans le comic book Nick Fury, Agent of SHIELD #2, en 1968.

## Biographie fictive
Le docteur Noah Black était un généticien Afro-Américain qui gagna un prix Nobel vers la fin des années 1930. Il participa à de nombreuses conférences avec d'autres génies, comme Herbert Wyndham, Arnim Zola, ou encore Wladyslav Shinsky.
Au début des années 1940, Black sombra dans la folie et se fit appeler Centurius, pensant être le sauveur de la Terre. Il se retira sur l'île Valhalla (sur le plus grand lac du Minnesota) pour poursuivre des expériences génétiques. Le laboratoire fut découvert par accident par Nick Fury et Jimmy Woo, qui découvrirent que le savant comptait remplacer toute vie sur Terre par le fruit de ses travaux. Le duo attaqua Black qui utilisa sa propre invention, l'Evolutionneur, dans le but de devenir un surhomme. Hélas, la machine se détraqua et il fut réduit à l'état de protoplasme.
Des années plus tard, Centurius retrouva une apparence normale et s'allia avec un groupe terroriste. Il affronta Ulysses Bloodstone dans le but de lui voler sa gemme mystique. Son plan échoua et il fut tué dans la bataille, terrassé par la destruction d'une créature de cristal à laquelle il était lié psychiquement.
Captain America retrouva son squelette des années après, en explorant sa base secrète abandonnée.
On revit Centurius pourtant bien vivant, prisonnier au Raft, d'où il s'échappa à la suite de l'évasion massive provoquée par Electro. Il fut recruté par le syndicat de The Hood. À la suite d'un combat contre les Vengeurs Secrets, Black fut terrassé par le Docteur Strange.
Quand l'Invasion secrète des Skrulls laissa place à une guerre au cœur de NYC, il fit partie des forces du syndicat qui aida les héros à repousser les aliens.
On ignore comment, mais le savant fut rattrapé par la justice et il échoua de nouveau au Raft. Il fut choisi pour faire partie d'une équipe secondaire de Thunderbolts, avec Boomerang, le Shocker, Gunna et Mister Hyde.

## Pouvoirs et capacités
- Black s'est soumis à des expériences génétiques de pointe. Son corps est en parfaite condition et vieillit depuis très lentement. Âgé de plus de 100 ans, il en parait moitié moins.
- Il peut émettre des arcs électriques de faible capacité par les yeux.
- C'est une sommité en matière de génétique, ingénierie et de physique.
- Il possède une armure semblable à celle du Maître de l'évolution. Ignifugée, elle est équipée d'un générateur de champ de force personnel et de suspenseurs de masse permettant à Black de léviter.
- Au combat, il se sert de pistolets laser et de disques étourdissants.
- Il a accès à d'importantes ressources technologiques, comme de petits vaisseaux spatiaux.